# Szuwa
Szuwa (hebr. שובה; oficjalna pisownia w ang. Shuva) – moszaw położony w Samorządzie Regionu Sedot Negew, w Dystrykcie Południowym, w Izraelu.

## Położenie
Leży w środkowej części pustyni Negew, w pobliżu miasta Netiwot.

## Historia
Moszaw został założony w 1950 przez imigrantów z Libii.

## Gospodarka
Gospodarka moszawu opiera się na intensywnym rolnictwie i uprawach w szklarniach.